# Ted McMinn
Kevin Clifton McMinn, más conocido por su apodo "Ted", (nacido el 28 de septiembre de 1962 en Castle Douglas, Escocia) es un exfutbolista escocés. Jugaba de centrocampista y su primer club fue Glenafton Athletic.

## Carrera
Comenzó su carrera en 1981 jugando para Glenafton Athletic. Jugó para ese equipo hasta 1982. En ese año se pasó a Queen of the South. Se mantuvo en ese equipo hasta 1984. En ese año se pasó al Rangers, en donde estuvo hasta 1987. En ese año se fue a España, en donde formó parte de las filas del Sevilla FC pues Jock Wallace, por aquel entonces entrenador del club hispalense, lo quiso tener en su plantilla. Estuvo ligado a ese club hasta 1988. En ese periplo jugó 22 partidos. En ese mismo año se fue a Inglaterra, en donde formó parte del plantel de Derby County. Estuvo en ese club hasta el año 1993. En ese año se pasó a Birmingham City. Se mantuvo ligado a ese equipo hasta 1994. En ese mismo año se pasó al Burnley FC. Estuvo hasta 1996. En el siguiente año se fue a Australia, para formar parte de las filas del Joondalup SC. En ese año regresó a Inglaterra, en donde jugó para el Slough Town. Se retiró en 1998.

## Clubes
| Club               | País       | Año       |
| ------------------ | ---------- | --------- |
| Glenafton Athletic | Escocia    | 1981-1982 |
| Queen of the South | Escocia    | 1982-1984 |
| Rangers            | Escocia    | 1984-1987 |
| Sevilla FC         | España     | 1987-1988 |
| Derby County       | Inglaterra | 1988-1993 |
| Birmingham City    | Inglaterra | 1993-1994 |
| Burnley FC         | Inglaterra | 1994-1996 |
| Joondalup SC       | Australia  | 1997      |
| Slough Town        | Inglaterra | 1997-1998 |

## Vida privada
En 2006 le fue amputada la pierna derecha debido a un vírus.